# El Dorado (singel)
El Dorado är det andra spåret på Iron Maidens femtonde studioalbum The Final Frontier och är gruppens 36:e singel. Den släpptes för gratis nedladdning via bandets webbplats den 8 juni 2010.
Låten är skriven av Bruce Dickinson, Steve Harris och Adrian Smith.